# Nuoto in acque libere ai campionati mondiali di nuoto 2015 - 5 km femminili
La gara dei 5 km in acque libere femminile si è svolta la mattina del 25 luglio 2015 e vi hanno partecipato 41 atlete.

## Medaglie
| Posizione | Atleta            | Nazionalità |
| --------- | ----------------- | ----------- |
| Oro       | Haley Anderson    | Stati Uniti |
| Argento   | Kalliopi Araouzou | Grecia      |
| Bronzo    | Finnia Wunram     | Germania    |

## Risultati
| Posizione | Atleta                  | Nazionalità | Tempo     |
| --------- | ----------------------- | ----------- | --------- |
|           | Haley Anderson          | Stati Uniti | 58:48.4   |
|           | Kalliopi Araouzou       | Grecia      | 58:49.8   |
|           | Finnia Wunram           | Germania    | 58:51.0   |
| 4         | Sharon van Rouwendaal   | Paesi Bassi | 58:55.5   |
| 5         | Jessica Walker          | Australia   | 59:09.9   |
| 6         | Ashley Twichell         | Stati Uniti | 59:10.0   |
| 7         | Melissa Gorman          | Australia   | 59:12.7   |
| 8         | Anastasiia Krapivina    | Russia      | 59:12.7   |
| 9         | Arianna Bridi           | Italia      | 59:12.9   |
| 10        | Erika Villaécija García | Spagna      | 59:15.0   |
| 11        | Martina Grimaldi        | Italia      | 59:16.0   |
| 12        | Éva Risztov             | Ungheria    | 59:16.1   |
| 13        | Anna Olasz              | Ungheria    | 59:16.5   |
| 14        | Anastasiia Azarova      | Russia      | 59:19.8   |
| 15        | Betina Lorscheitter     | Brasile     | 59:57.8   |
| 16        | Špela Perše             | Slovenia    | 59:59.7   |
| 17        | Carolina Bilich         | Brasile     | 1:00:07.2 |
| 18        | Alena Benešová          | Rep. Ceca   | 1:00:50.3 |
| 19        | Samantha Harding        | Canada      | 1:00:50.3 |
| 20        | Fang Yanqiao            | Cina        | 1:00:51.7 |
| 21        | Heidi Gan               | Malaysia    | 1:00:52.1 |
| 22        | Jade Dusablon           | Canada      | 1:00:52.7 |
| 23        | Alice Dearing           | Regno Unito | 1:00:53.3 |
| 24        | María Vilas             | Spagna      | 1:00:53.6 |
| 25        | Nataly Caldas           | Ecuador     | 1:01:10.2 |
| 26        | Niu Xiaoxiao            | Cina        | 1:03:50.4 |
| 27        | Carmen Le Roux          | Sudafrica   | 1:04:06.3 |
| 28        | Mayte Cano              | Messico     | 1:04:25.7 |
| 29        | Melissa Villaseñor      | Messico     | 1:04:40.3 |
| 30        | Ellen Olsson            | Svezia      | 1:04:47.1 |
| 31        | Fatima Flores           | El Salvador | 1:04:49.4 |
| 32        | Clarice Le Roux         | Sudafrica   | 1:05:50.8 |
| 33        | Toscano Cindy           | Guatemala   | 1:06:19.2 |
| 34        | Lok Hoi Man             | Hong Kong   | 1:09:10.0 |
| 35        | Kwok Cho Yiu            | Hong Kong   | 1:09:18.7 |
| 36        | Angelica Astorga        | Costa Rica  | 1:09:19.7 |
| 37        | Mariya Ivanova          | Kazakistan  | 1:09:22.8 |
| 38        | Alondra Castillo        | Bolivia     | 1:10:27.4 |
|           | Karla Šitić             | Croazia     | DNS       |
|           | Raina Ramdhani          | Indonesia   | DNS       |
|           | Julia Arino             | Argentina   | DNS       |